# Trost Rocks
Koordinaten: 69° 46′ S, 69° 0′ O
Die Trost Rocks sind zwei Felsvorsprünge am nordöstlichen Ende von Single Island an der Westflanke des Amery-Schelfeises vor der Küste des ostantarktischen Mac-Robertson-Lands.
Erste Luftaufnahmen der Formation entstanden 1956 bei den Australian National Antarctic Research Expeditions. Australische Wissenschaftler erkundeten ihre geographische Position im Dezember 1962 vor Ort. Das Antarctic Names Committee of Australia benannte sie nach dem Strahlenphysiker Peter Albert Trost (* 1925), der 1962 als Elektroingenieur auf der Mawson-Station tätig war und zu der Mannschaft gehört hatte, die im Dezember desselben Jahres die Felsvorsprünge erkundet hatte.